# Nova Tjerna
Nova Tjerna (bulgariska: Нова Черна) är ett distrikt i Bulgarien.   Det ligger i kommunen Obsjtina Tutrakan och regionen Silistra, i den nordöstra delen av landet, 290 km nordost om huvudstaden Sofia. Antalet invånare är 1 986.
Trakten runt Nova Tjerna består till största delen av jordbruksmark. Runt Nova Tjerna är det ganska glesbefolkat, med 43 invånare per kvadratkilometer.